# Penhascoso
Penhascoso é uma povoação portuguesa do Município de Mação, na província da Beira Baixa, região do Centro (Região das Beiras) e sub-região do Médio Tejo, que foi sede da extinta Freguesia de Penhascoso, freguesia que tinha 39,60 km² de área e 802 habitantes (2011), e, por isso, uma densidade populacional de 20,3 hab/km².
A Freguesia de Penhascoso foi extinta (agregada) pela reorganização administrativa de 2013, tendo o seu território sido agregado ao das Freguesias de Mação e Aboboreira para criar a nova Freguesia de Mação, Penhascoso e Aboboreira.

## População
| População da freguesia de Penhascoso | População da freguesia de Penhascoso | População da freguesia de Penhascoso | População da freguesia de Penhascoso | População da freguesia de Penhascoso | População da freguesia de Penhascoso | População da freguesia de Penhascoso | População da freguesia de Penhascoso | População da freguesia de Penhascoso | População da freguesia de Penhascoso | População da freguesia de Penhascoso | População da freguesia de Penhascoso | População da freguesia de Penhascoso | População da freguesia de Penhascoso | População da freguesia de Penhascoso |
| ------------------------------------ | ------------------------------------ | ------------------------------------ | ------------------------------------ | ------------------------------------ | ------------------------------------ | ------------------------------------ | ------------------------------------ | ------------------------------------ | ------------------------------------ | ------------------------------------ | ------------------------------------ | ------------------------------------ | ------------------------------------ | ------------------------------------ |
| 1864                                 | 1878                                 | 1890                                 | 1900                                 | 1911                                 | 1920                                 | 1930                                 | 1940                                 | 1950                                 | 1960                                 | 1970                                 | 1981                                 | 1991                                 | 2001                                 | 2011                                 |
| 1710                                 | 1713                                 | 2086                                 | 2440                                 | 2795                                 | 3017                                 | 2196                                 | 2234                                 | 2395                                 | 2196                                 | 1668                                 | 1349                                 | 1137                                 | 952                                  | 802                                  |

Nos anos de 1864 a 1890 pertencia ao concelho de Abrantes. Por decreto de 21 de novembro de 1895 passou a fazer parte do concelho de Sardoal e por decreto de 13 de janeiro de 1898 do actual conselho. Nos censos de 1864 a 1930 figura como Panascoso, sendo-lhe dada a actual designação pelo decreto-lei nº 31.212, de 10 de abril de 1941. Por decreto nº 15.324, de 31 de março de 1928, foram desanexados lugares desta freguesia para constituir a de Ortiga.
| Distribuição da População por Grupos Etários | Distribuição da População por Grupos Etários | Distribuição da População por Grupos Etários | Distribuição da População por Grupos Etários | Distribuição da População por Grupos Etários | Distribuição da População por Grupos Etários | Distribuição da População por Grupos Etários | Distribuição da População por Grupos Etários | Distribuição da População por Grupos Etários | Distribuição da População por Grupos Etários |
| -------------------------------------------- | -------------------------------------------- | -------------------------------------------- | -------------------------------------------- | -------------------------------------------- | -------------------------------------------- | -------------------------------------------- | -------------------------------------------- | -------------------------------------------- | -------------------------------------------- |
| Ano                                          | 0-14 Anos                                    | 15-24 Anos                                   | 25-64 Anos                                   | > 65 Anos                                    |                                              | 0-14 Anos                                    | 15-24 Anos                                   | 25-64 Anos                                   | > 65 Anos                                    |
| 2001                                         | 78                                           | 95                                           | 364                                          | 415                                          |                                              | 8,2%                                         | 10,0%                                        | 38,2%                                        | 43,6%                                        |
| 2011                                         | 64                                           | 54                                           | 343                                          | 341                                          |                                              | 8,0%                                         | 6,7%                                         | 42,8%                                        | 42,5%                                        |

## História
A freguesia nem sempre teve o nome de Penhascoso, sendo que até ao ano de 1941 era chamada de Panascoso. A origem deste topónimo filiar-se-ia no nome de uma planta gramínea panasco, abundante nesta região a utilizada como pasto pelos gados. No entanto, a 10 de Abril de 1941, o decreto lei n.º 31212 determinou que o topónimo fosse alterado para Penhascoso, argumentando que o nome da povoação derivava da palavra antiga Peña, entretanto convertida em penha, cujo significado estaria de harmonia com as características rochosas ou penhascosas do terreno onde a localidade se situava mas que, na realidade, não se verificam. Existiu grande discussão em tal ocasião sendo estas duas as teorias as existentes e comunicadas.
Após a reconquista cristã, Penhascoso terá pertencido durante bastante tempo à comarca de Tomar, ao contrário de grande parte do Concelho de Mação, pagando foro pela captação de águas das ribeiras para moinhos, pisões e lagares de azeite à Coroa portuguesa.
Pertencendo ao Concelho de Sardoal até 1895, é incorporada no concelho de Mação em 1898. Nesta região foram encontrados vestígios de civilizações que por aqui se fixaram dos quais se destacam a descoberta de uma alabarda de sílex que fez remontar a antiguidade do povoamento desta zonas a eras muito remotas. Existem também vestígios de um castro onde se defende ter sido a origem da povoação.
Nas localidades envolventes, sabe-se terem sido levadas a cabo actividades como a exploração aurífera nas margens de ribeiras, devido à descoberta de vários utensílios entre os quais um machado, em Março de 1944, no Casal da Barba Pouca - freguesia de Penhascoso, denominada alabarda de sílex a maior da Península Ibérica. De realçar que o Sr. Boaventura Marques foi o autor deste achado durante a preparação (lavoura) do terreno para semear o milho. Posteriormente esta alabarda foi gentilmente oferecida ao Museu de Mação.

## Localidades
Localidades da antiga freguesia:
- Panascoso depois Penhascoso
- Casal de Barba Pouca
- Espinheiros
- Monte Penedo
- Queixoperra
- Ribeira de Boas Eiras
- Serra

## Actividades Económicas
Silvicultura, agricultura, apicultura, indústria têxtil, construção civil, comércio.

## Festas e romarias
- Festa do Pentecostes ao Divino Espírito Santo
- Festa da Nossa Senhora da Luz (2.º fim-de-semana de Julho)- Queixoperra
- Festa do Senhor dos Aflitos (2.º fim-de-semana de Agosto)
- Nossa Senhora do Pranto (3.º Domingo de Agosto)

## Património
- Igreja Matriz
- Capela de São Bartolomeu
- Capela de Santo António
- Capela do Divino Espírito Santo
- Cruzeiro
- Castro
- Moinhos de vento e água
- Palácio do Panascoso depois Palácio do Penhascoso

## Gastronomia
- Arroz de maranhos
- Migas com bacalhau assado ou carne de porco
- Salada de almeirão com feijão

## Artesanato
- Tapeçaria (tapetes e carpetes do Cairo)
- Mantas de trapos

## Colectividades
- Cooperativa Agrícola da Freguesia de Penhascoso
- Grupo Desportivo Cultural e Recreativo de Penhascoso
- Associação Centro de Dia de Nossa Senhora do Pranto
- Centro Recreativo e Cultural de Queixoperra
- Associação Recreativa e Cultural da Serra